# Florence (Wisconsin)
Florence – jednostka osadnicza w Stanach Zjednoczonych, w stanie Wisconsin, w hrabstwie Florence.